# Złoty Medal AIA
Złoty Medal Amerykańskiego Instytutu Architektów, znany jako Złoty Medal AIA (ang. AIA Gold Medal) jest wręczany przez Amerykański Instytut Architektów przyznawany przez narodową Izbę Dyrektorów AIA w uznaniu trwałego wpływu znaczącego wkładu pracy w teorię i praktykę architektoniczną. Jest to najwyższa nagroda stowarzyszenia. Od 1947 roku nagroda jest przyznawana rokrocznie.

## Lista Laureatów Złotego Medalu AIA
- 2024: David Lake (USA) i Ted Flato (USA)
- 2023: (bez nagrody)
- 2022: Angela Brooks (USA) i Lawrence Scarpa (USA)
- 2021: (bez nagrody)
- 2020: Marlon Blackwell
- 2019: Richard Rogers
- 2018: James Polshek (USA)
- 2017: Paul Revere Williams (USA)
- 2016: Robert Venturi i Denise Scott Brown (USA)
- 2015: Moshe Safdie (U.S., Izrael, Kanada)[1]
- 2014: Julia Morgan (pośmiertnie)  (USA) (pierwsza kobieta uhonorowana tym medalem)
- 2013: Thom Mayne (USA)
- 2012: Steven Holl (USA)
- 2011: Fumihiko Maki (Japonia)
- 2010: Peter Bohlin (USA)
- 2009: Glenn Murcutt (Australia)
- 2008: Renzo Piano (Włochy)
- 2007: Edward Larrabee Barnes (pośmiertnie)  (USA)
- 2006: Antoine Predock (USA)
- 2005: Santiago Calatrava (Hiszpania)
- 2004: Samuel Mockbee (pośmiertnie)  (USA)
- 2003: (bez nagrody)
- 2002: Tadao Andō (Japonia)
- 2001: Michael Graves (USA)
- 2000: Ricardo Legorreta (Meksyk)
- 1999: Frank Gehry (Kanada)
- 1998: (bez nagrody)
- 1997: Richard Meier (USA)
- 1996: (bez nagrody)
- 1995: César Pelli (Argentyna)
- 1994: Sir Norman Foster (Wielka Brytania)
- 1993: Thomas Jefferson (pośmiertnie)  (USA)
- 1993: Kevin Roche (USA)
- 1992: Benjamin C. Thompson (USA)
- 1991: Charles Willard Moore (USA)
- 1990: E. Fay Jones (USA)
- 1989: Joseph Esherick (USA)
- 1988: (bez nagrody)
- 1987: (bez nagrody)
- 1986: Arthur Charles Erickson (Kanada)
- 1985: William Wayne Caudill (pośmiertnie)  (USA)
- 1984: (bez nagrody)
- 1983: Nathaniel Alexander Owings (USA)
- 1982: Romaldo Giurgola (USA)
- 1981: Josep Lluís Sert (Hiszpania)
- 1980: (bez nagrody)
- 1979: Ieoh Ming Pei (USA)
- 1978: Philip Cortelyou Johnson (USA)
- 1977: Richard Joseph Neutra (pośmiertnie) (Austria)
- 1976: (bez nagrody)
- 1975: (bez nagrody)
- 1974: (bez nagrody)
- 1973: (bez nagrody)
- 1972: Pietro Belluschi (USA)
- 1971: Louis I. Kahn (USA)
- 1970: Richard Buckminster Fuller (USA)
- 1969: William Wilson Wurster (USA)
- 1968: Marcel Lajos Breuer (Niemcy)
- 1967: Wallace Kirkman Harrison (USA)
- 1966: Kenzō Tange (Japonia)
- 1965: (bez nagrody)
- 1964: Pier Luigi Nervi (Włochy)
- 1963: Alvar Aalto (Finlandia)
- 1962: Eero Saarinen (pośmiertnie) (Finlandia)
- 1961: Le Corbusier (Szwajcaria)
- 1960: Ludwig Mies van der Rohe (Niemcy)
- 1959: Walter Gropius (Niemcy)
- 1958: John Wellborn Root (USA)
- 1957: Ralph Walker (USA)
- 1957: Louis Skidmore (USA)
- 1956: Clarence S. Stein (USA)
- 1955: William Marinus Dudok (Holandia)
- 1954: (bez nagrody)
- 1953: William Adams Delano (USA)
- 1952: Auguste Perret (Francja)
- 1951: Bernard Ralph Maybeck (USA)
- 1950: Sir Patrick Abercrombie (Wielka Brytania)
- 1949: Frank Lloyd Wright (USA)
- 1948: Charles Donagh Maginnis
- 1947: Eliel Saarinen
- 1944: Louis Henri Sullivan (USA)
- 1938: Paul Philippe Cret
- 1933: Ragnar Ostberg
- 1929: Milton Bennett Medary
- 1927: Howard Van Doren Shaw (USA)
- 1925: Sir Edwin Landseer Lutyens
- 1925: Bertram Grosvenor Goodhue (USA)
- 1923: Henry Bacon
- 1922: Victor Laloux
- 1914: Jean-Louis Pascal
- 1911: George Browne Post
- 1909: Charles Follen McKim (USA)
- 1907: Sir Aston Webb (Wielka Brytania)